# Махмалбаф, Мохсен
Мохсен Махмалба́ф (перс. محسن مخملباف‎, род. 29 мая 1957 года в Тегеране, Иран) — известный иранский кинорежиссёр и сценарист. В настоящее время является президентом Азиатской киноакадемии. Принимал активное участие в Иранской революции 1979 г. Перед революцией был осужден на 4 года за нападение на полицейского.
Фильмы Махмалбафа получили широкое признание на международных кинофестивалях в 1990—2000-е годы. В 2001 году американский журнал Time включил фильм «Кандагар» в сотню лучших фильмов всех времён. В том же 2001 году Махмалбаф был удостоен «Золотой медали Федерико Феллини» от ЮНЕСКО. В 2006 году Махмалбаф был членом жюри на Венецианском кинофестивале. В 2006 году получил премию имени Сергея Параджанова за выдающийся художественный вклад в мировой кинематограф.
В Иране фильмы Махмалбафа неоднократно находились под запретом, так фильм «Миг невинности (Хлеб и цветок)» был запрещён с 1995 по 1997 год, «Время любви» запрещён с 1990 года и т. д.
Махмалбаф, подобно многим режиссёрам, иногда снимается в эпизодических ролях в своих фильмах.
Дочери Махмалбафа Самира (род. 1980) и Хана (род. 1988) также стали кинорежиссёрами и сняли несколько фильмов, отмеченных призами на международных кинофестивалях. Супруга Махмалбафа Марзие Мешкини также сняла 2 фильма (в частности, «День, когда я стала женщиной» по сценарию своего супруга). Сын Мейсам (1981) кинооператор.

## Биография
Мохсен Махмалбаф родился в Тегеране 29 мая 1957 года. В возрасте 15 лет он вступил в группировку боевиков, борющуюся против правления Мохаммада Резы Пехлеви, последнего шахиншаха Ирана. В возрасте 17 лет был заключен в тюрьму за нанесение ножевого ранения полицейскому и приговорен к смертной казни. Об этом эпизоде своей жизни в 1996 году снял фильм «Миг невинности». Отбыв пятилетний срок заключения, он был освобожден после начала Иранской революции в 1978 году. После избрания президента Махмуда Ахмадинежада в 2005 году, режиссер покинул Иран и с 2009 года живёт в Париже.

## Карьера
В 1981 году он написал сценарий к фильму «Towjeeh» режиссера Манучехра Хаганипараста. В 1982 году он написал сценарий к фильму «Marg Deegari» режиссера Мохаммада-Резы Хонарманда. В 1983 году он снял свой первый фильм «Покояние Насуха». В 1985 году – фильм «Бойкот», действие которого происходит в дореволюционном Иране в тюрьме для политических заключённых. В фильме рассказывается история Валеха, молодого человека, приговоренного к смертной казни за коммунистические наклонности, и, как полагают многие, основан на собственном опыте Махмальбафа.
В фильме 1987 года «Велосипедист» затрагиваются темы человеческого отчаяния, эксплуатации и жизнестойкости. История афганского беженца Назима, который отчаянно нуждается в деньгах для своей жены и ввязывается в семидневный веломарафон. «Время любви» (1995) – девятый полнометражный фильм Махмальбафа и первый фильм, который сам автор относит к своему «третьему периоду». Это романтическая трилогия, три вариации одного и того же сюжета с одними и теми же актёрами, которые меняются ролями. В 1996 году Махмальбаф снял фильм «Габбех» в 1996 году. Главная героиня - молодой женщина из кочевого племени, которая любит таинственного незнакомца. Ей запрещено выходить за него замуж, и она ткёт ковёр, который рассказывает историю её любви и жизни ее племени. События фильма приплетаются во времени и пространстве.
После съёмок фильма «Габбех» Махмальбаф отошёл от режиссуры на несколько лет и основал Дом кино Махмальбафа, школу для молодых кинематографистов, в том числе для членов своей семьи. В 1997 году его 17-летняя дочь Самира сняла свой дебютный фильм «Яблоко», который был показан в рамках программы Особый взгляд на Каннском фестивале. Отец помогал ей в качестве сценариста и монтажёра. Жена Махмальбафа, Марзия, работала ассистентом режиссера у своей дочери, а затем сама занялась режиссурой. Её дебютный фильм «День, когда я стала женщиной» вышел в 2000 году и получил премию ЮНЕСКО на Венецианском кинофестивале.
В 2001 году Махмальбаф снимает фильм «Кандагар». Главная тема фильма – лишение женщин гражданских прав в Афганистане во время правления Талибана до 2001 года. Фильм основан на реальной истории женщины, которая пыталась вернуться в Афганистан после многих лет жизни в западной культуре. Ей предстоит совершить путешествие через всю страну в Кандагар, чтобы спасти свою сестру от самоубийства. За этот фильм режиссёр был номинирован на Золотую пальмовую ветвь Каннского фестиваля.

## Избранная фильмография
- 1983 — «Покаяние Насуха»
- 1984 — «Два незрячих глаза»
- 1984 — «Убегая от зла к Богу»
- 1985 — «Бойкот»
- 1988 — «Лоточник»
- 1989 — «Велосипедист»
- 1995 — «Время любви»
- 1996 — «Миг невинности (Хлеб и цветок)»
- 1996 — «Габбех (Персидский ковер)»
- 1998 — «Тишина»
- 1999 — «Сказки Киша»
- 2000 — «Проверка демократии»
- 2001 — «Кандагар»
- 2005 — «Sex и философия»
- 2006 — «Крик муравьёв»
- 2012 — «Садовник»
- 2014 — «Президент»
- 2019 — «Марге и её мать»

## Награды
- Премия им. Сергея Параджанова Ереванского кинофестиваля «Золотой абрикос» «за вклад в мировой кинематограф» (2006)
- Почётный доктор Сент-Эндрюсского университета (2010)
- Главный приз «Золотой Хьюго» 50-го Международного кинофестиваля в Чикаго — за фильм «Президент» (2014)
- Премия Робера Брессона Венецианского кинофестиваля (2015). Свою награду Махмалбаф посвятил заключённому в России украинскому режиссёру Олегу Сенцову.[10]